# 주오 고지

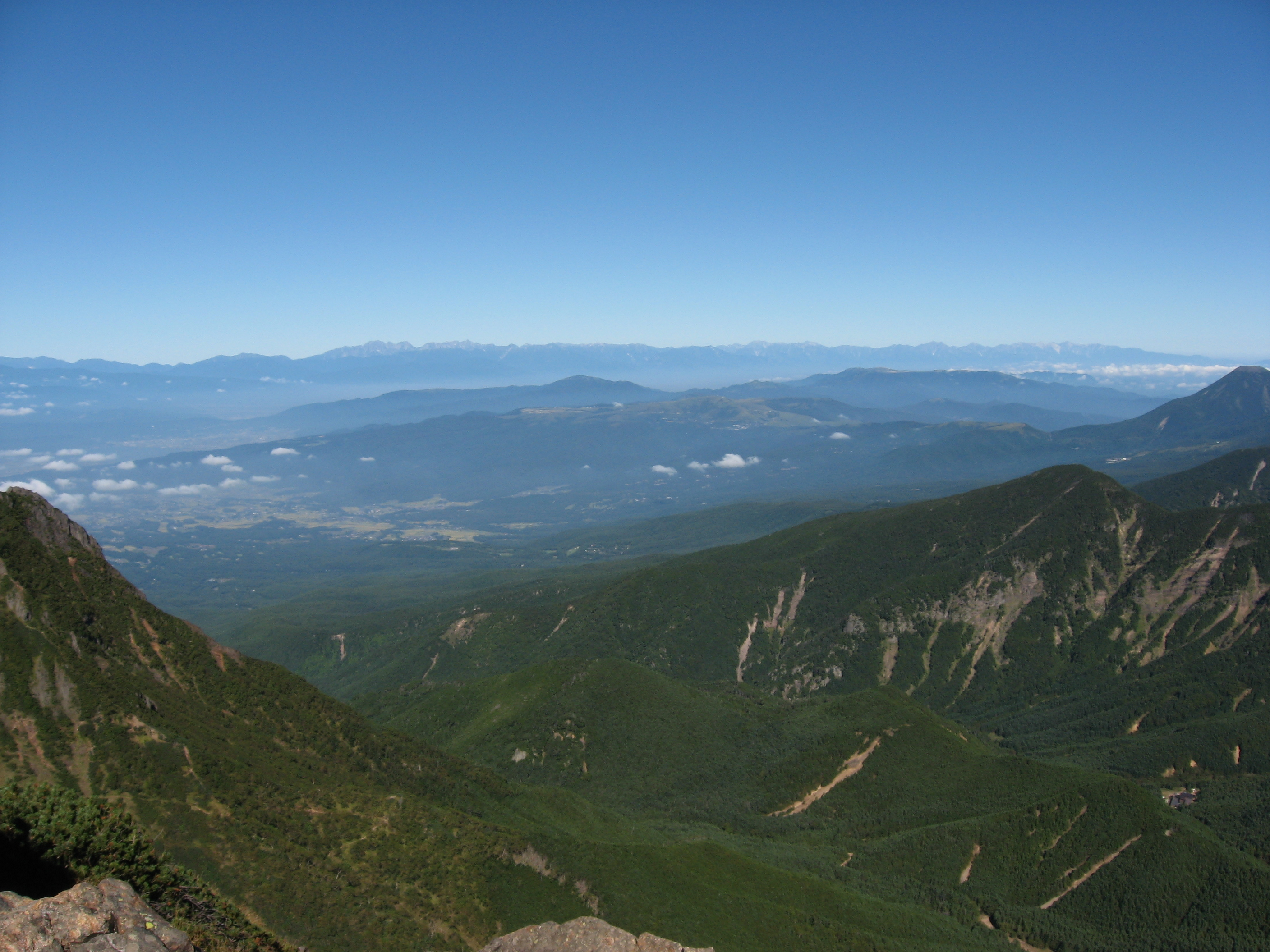
주오 고지의 산악 지형

주오 고지(일본어: 中央高地 추오코치[*])는 혼슈 중부(주부 지방)의 산악 지역을 말한다.
마쓰모토 분지나 스와 분지 등 분지가 많으며, 선상지가 발달해 있다. 주오 고지는 행정적으로 명확한 구분이 아니며, 출처에 따라 기후 현 내의 범위가 조금씩 다르다.
- 야마나시현, 나가노현, 기후현의 산악 지대 (일본대백과전서, 일본어대사전)
- 야마나시 현, 나가노 현, 기후 현 히다 지방 (대사전NAVIX, 시나노마이니치 신문사 나가노 현 백과사전)
- 야마나시 현, 나가노 현, 기후 현 도노 지방 (신세기 비주얼 대사전)

## 인구
| 연도 | 인구      | ±%     |
| ---- | --------- | ------ |
| 1920 | 2,286,000 | —      |
| 1930 | 2,498,118 | +9.3%  |
| 1940 | 2,546,187 | +1.9%  |
| 1950 | 3,077,337 | +20.9% |
| 1960 | 2,948,536 | −4.2%  |
| 1970 | 2,895,263 | −1.8%  |
| 1980 | 3,063,784 | +5.8%  |
| 1990 | 3,181,644 | +3.8%  |
| 2000 | 3,273,037 | +2.9%  |
| 2010 | 3,176,162 | −3.0%  |
| 2020 | 3,015,034 | −5.1%  |

## 같이 보기
- 고신 지방
- 일본 알프스